# Le Gardien du rideau de fer

Le Gardien du rideau de fer (Der Mauerschütze) est un téléfilm dramatique allemand réalisé par Jan Ruzicka et diffusé en 2011.

## Fiche technique
- Titre original : Der Mauerschütze
- Réalisateur : Jan Ruzicka
- Scénario : Hermann Kirchmann, Scarlett Kleint et Alfred Rösler-Kleint
- Images : Gunnar Fuß
- Musique : Enis Rotthoff
- Son : Frank Ahrens
- Montage : Marcel Péragine
- Pays d'origine : Allemagne
- Langue : allemand
- Durée : 87 minutes
- Date de diffusion :
  -  France : 29 juillet 2011 sur Arte

## Distribution
- Benno Fürmann : Stefan Kortmann
- Annika Kuhl : Silke
- Lotte Flack : Sunny
- Max Hegewald : Paul
- Sandra Borgmann : Marie